# アーリチェ・カステッロ
アーリチェ・カステッロ（伊: Alice Castello）は、イタリア共和国ピエモンテ州ヴェルチェッリ県にある、人口約2,500人の基礎自治体（コムーネ）。

## 地理

### 位置・広がり
| 隣接するコムーネは以下の通り。括弧内のBIはビエッラ県所属を示す。 - ボルゴ・ダーレ - カヴァリア (BI) - ロッポロ (BI) - サンティア - トロンツァーノ・ヴェルチェッレーゼ - ヴィヴェローネ (BI) |